# Поркара (Палермо)
Поркара је насеље у Италији у округу Палермо, региону Сицилија.
Према процени из 2011. у насељу је живело 36 становника. Насеље се налази на надморској висини од 240 м.